# 마이클 루커
마이클 루커(Michael Rooker, 1955년 4월 6일 ~ )는 미국의 배우이다.

## 출연 작품

### 영화
- 헨리: 연쇄 살인범의 초상 (1986)
- 미시시피 버닝 (1988)
- 사랑의 파도 (1989)
- 폭풍의 질주 (1990)
- JFK (1991)
- 클리프행어 (1993)
- 툼스톤 (1993)
- 몰래츠 (1995)
- 본 콜렉터 (1999)
- 6번째 날 (2000)
- 점퍼 (2008)
- 가디언즈 오브 갤럭시 (2014)
- 가디언즈 오브 갤럭시 VOL. 2 (2017)
- 더 수어사이드 스쿼드 (2021) - 서번트 역
- 뮤턴트 이스케이프 (2022) - 데블린 역
- 브루스 윌리스의 라스트 미션: 데이 투 다이 (2022, White Elephant) - 게이브 역
- 범죄의 장인 (2023) - 올덤 요원 역

### 텔레비전
- 미티어 (2009)
- 크리미널 마인드 (2009)
- 워킹 데드 (2010-13)